# Cosmic Transitions
Cosmic Transitions ist ein Jazzalbum von Isaiah Collier & The Chosen Few. Die am 23. September 2020 im Studio von Rudy Van Gelder in Englewood Cliffs, New Jersey, entstandenen Aufnahmen erschienen am 12. Mai 2021 auf dem Label Division 81 Records.

## Hintergrund
Cosmic Transitions ist das zweite Album des in Chicago lebenden Saxophonisten, nach Return of the Black Emperor (Good Vibes Only, 2019), mit Cesar Martinez, James Wenzel, Jeremiah Collier und William Kurk. Das Album ist als eine von Collier komponierte Suite in fünf Sätzen aufgebaut. Collier (Tenor- und Sopransaxophon) spielte mit Mike King (Piano), Jeremiah Hunt (Bass) und Michael Shekwoaga Ode (Schlagzeug). Aufgenommen im Rudy Van Gelder Studio an John Coltranes 94. Geburtstag, wurde Cosmic Transitions von Coltranes Meisterwerk A Love Supreme (1965) inspiriert, so Marcus J. Moore, das Coltrane ebenfalls in diesem „heiligen Raum“ aufgenommen hat. Cosmic Transitions ist von Colliers Faszination für den Planeten Merkur inspiriert. „Durch Merkur denken, sprechen, pendeln und reisen wir. Wenn sich dieser Planet ‚rückläufig‘ bewegt, verschiebt er alles in die polare entgegengesetzte Richtung … Ich finde, es ist der ultimative Test für Selbstbeherrschung und eine gewisse spirituelle Entwicklung“, schreibt er in den Liner Notes des Albums.

## Titelliste

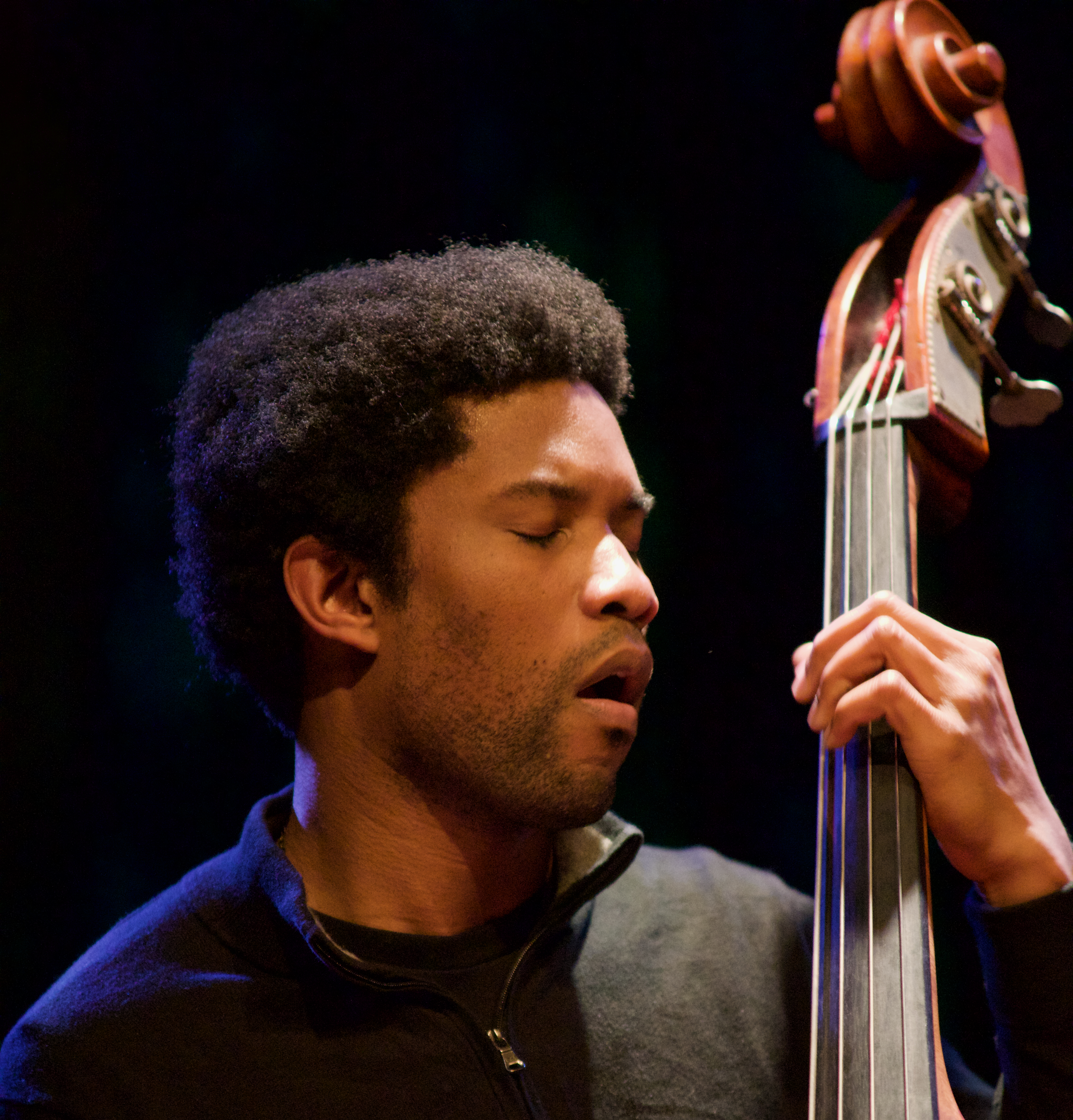
Jeremiah Hunt mit dem Marquis Hill Blacktet 2017 im Bimhuis Amsterdam

- Isaiah Collier & The Chosen Few: Cosmic Transitions

1. Invocation/Part I. Forgiveness 16:33
2. Part II. Humility 10:18
3. Part III. Understanding/Part IV. Truth and Guidance 14:35
4. Part V. Mercury’s Retrograde 15:01

Die Kompositionen stammen von Isaiah Collier.

## Rezeption
Joshua Myers verlieh dem Album im Down Beat die Höchstbewertung von fünf Sternen und schrieb, Isaiah Collier sei das, was er spiele. Der Saxophonist und seine Band The Chosen Few durchliefen mehrere Übergangsmomente in der Musik und bewegten sich von ihrem Fundament im Blues direkt zum Hardbop. Was wir als Avantgarde kennen würden, so der Autor, sei eine Erweiterung des Blues; und dieses Album gehe sorgsam mit dem Blues um. Dies sei immer wieder die Grundlage für eine musikalische Gabe, die ein Erbe der Vorfahren sei. Wenn auch ganz in der Tradition fundiert, sei Colliers Musik keine gedankenlose Nachahmung. Vom Downbeat, mit einem buchstäblichen Läuten der Glocke, bis zum letzten Ton, bei dem Collier improvisiert und die Grenzen seines Sopransaxophons erzwinge, sei Cosmic Transitions „wie die Momente nach einem Regensturm am Nachmittag..“

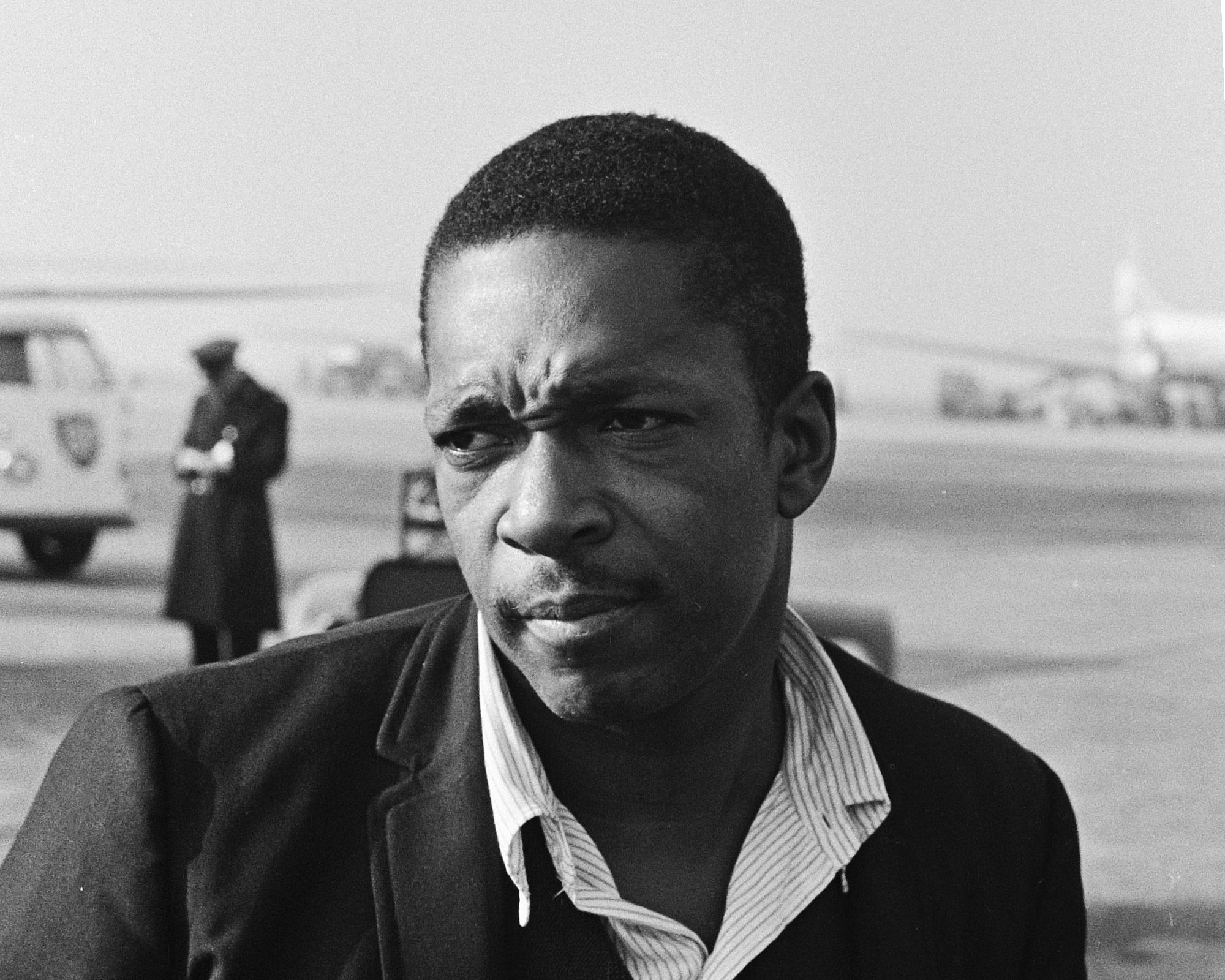
John Coltrane (1963)

Marcus J. Moore (Bandcamp Daily) schrieb, auf diesem Album, einer Suite aus kontemplativen Arrangements und aggressivem Free Jazz, versuche Collier, die Weisheit zu vermitteln, die er während der Zwangspause – bedingt durch den Lockdown infolge der COVID-19-Pandemie in den Vereinigten Staaten – gelernt habe: Vergebung, Demut, Verständnis, Wahrheit und Führung. Es sei ein exzellentes Werk weitreichender Kompositionen, auf denen er und seine Band The Chosen Few nach etwas jenseits der Erde suchen. Am Ende ist Cosmic Transitions eine exquisite Platte, die unabhängig von der Legende, die sie beschwöre, für sich allein steht, so der Autor. Als Hommage an Coltrane führe Collier durch einen Sound, der die Vergangenheit verehre, während er sich in der Gegenwart verwurzle. Es sei nicht nur das beste Album in seiner bislang kurzen Diskographie, es sei eines der lohnendsten Alben des Jahres bisher.
Phil Freeman (Stereogum) meinte, die Musik sei zum harten Kern des Spiritual Jazz gehörend, ganz im Stil von Coltranes Werken von 1965/66 sowie späteren Platten von Pharoah Sanders. Das Interessante daran sei jedoch angesichts des Aufnahmeortes der Klang, denn das Album habe einen Vintage-Sound, aber nicht wie eine Impulse! oder Blue Note-Aufnahme. Stattdessen scheine die Gruppe sich alle Mühe gegeben zu haben, den Sound und das Feeling einer in Eigenverlag veröffentlichten Afrocentric-Jazz-Platte aus den frühen 1970er-Jahren einzufangen, oder etwas, das auf India Navigation oder Strata-East Records erschienen wäre. Das Schlagzeug habe eine lockere, dröhnende Qualität, als wären die Mikrofone quer durch den Raum aufgebaut, und der Bass sei ein tiefes Pochen, mehr eine Präsenz als ein Klang.